# Gordes
Gordes je vas v Franciji, ki leži v departmaju Vaucluse na robu ploščadi Plateau de Vaucluse na severni strani pogorja Luberona. Gordes, je 38 km oddaljen od Avignona in 87 km od Marseilla v soseščini ima zelo znane vasi Venasque na severu, Roussillon na vzhodu, Oppede-le-Vieux na jugu.  Strmi terasasti Gordes, ki se slikovito stiska ob grič, ima uličice polne arkad in renesančni dvorec iz 16. stoletja. 

## Zgodovina
Kraj je imel v preteklosti velik strateški pomen, saj mu njegova lega omogoča pregled nad dolino in nadzor nad dostopom do mesta Cavaillon, sedeža istoimenskega kantona. Naseljen je bil že v prazgodovini. V rimskem obdobju je bil opidum (latinsko: oppidum, mn. oppida), veliko utrjeno naselje iz železne dobe.
Grad, ki dominira nad vasjo je bil zgrajen že v 11. stoletju. Sprva je bil le obrambni stolp ,  bil kasneje porušen in večkrat prezidan, leta 1525 obnovljen in posodobljen v razkošen renesančni grad v katerem so 700 let gospodovali fevdalni gospodje. V času verskih vojn je bil Gordes močno utrjeno naselje. Svoje prebivalce je ščitil pred številnimi vojaškimi vpadi in grožnjami. V delu gradu  je od leta 1996 možen obisk muzeja flamskega slikarja in krajana Gordesa Pol Mare.
Med drugo svetovno vojno je bil tu močan center upora proti okupatorju. Kraj je bil leta 1944 močno bombardiran.

## Znamenitosti
Gordes je vpisan v seznam najlepših vasi v Franciji, saj je z ustrezno obnovo ohranil podobo, ki jo je imel v 14. Stoletju. Arhitekturni znamenitosti naselja sta grad in cerkev Saint-Firmin. 
Skriti del naselja so podzemnimi prostori in kleti, ki so jih prebivalci kopali v porozni kamen. Tu so skladiščili svoja živila, blago in živino ter v kriznih časih v njih tudi bivali. Del podzemnega labirinta je danes odprt tudi za ogled. 
V bližini je zanimiva vasica Lacoste, spremenjena v muzej na prostem in znameniti samostan Abbey de Senanque iz 12. Stoletja, ki velja za najlepši in najčistejši primerek romanske religiozne arhitekture, kjer sredi samostanske zgradbe ždi mogočna cerkvena ladja, s polkrožno apsido, štirioglatim zvonikom, vsa zgradba pa je pokrita s kamnom. Obdan z nasadi cvetoče sivke je postal pravi simbol lepot Provanse.
Danes je Gordes bogat kraj v katerem so si  številni poslovneži in umetniki kupili rezidence. Sprehod po strmih in ozkih uličicah nas pelje do številnih umetniških galerij in trgovinic z izdelki lokalnih obrtnikov. Na promenadi je iz razglednih točk čudovit razgled na okoliško pokrajino Luberon.